# Trichodocus strandi
Trichodocus strandi là một loài bọ cánh cứng trong họ Cerambycidae.